# Flores do Piauí
Flores do Piauí es un municipio brasileño del estado del Piauí. Se localiza a una latitud 07º47'28" sur y a una longitud 42º55'38" oeste, estando a una altitud de 300 metros. Su población estimada en 2004 era de 44.069 habitantes.